# صلح پایدار
صلح پایدار به وضعیتی گفته می‌شود که صلح برای همیشه در یک منطقه برقرار شده‌باشد. مفهوم صلح پایدار نخستین بار در قرن هجدهم میلادی در مقاله‌ای با نام «طرح برای صلح پایدار» مطرح شد. این مقاله به صورت گمنام منتشر شد ولی آن را شارل-ایرین دو سن-پیر نوشته‌بود، کسی که در آن زمان مأمور مذاکره برای قرارداد اوترخت بود. با این حال این مفهوم تا اواخر قرن هجدهم مورد توجه قرار نگرفت. عبارت «صلح پایدار» پس از انتشار رسالهٔ صلح پایدار اثر ایمانوئل کانت فیلسوف آلمانیدر سال ۱۷۹۵ در اروپا شناخته شد.
صلح پایدار اثر به‌سزایی در سیاست و روابط بین‌الملل مدرن داشته‌است.